# Angus & Julia Stone
Angus & Julia Stone sind ein Geschwister-Duo aus Newport, Australien. 

## Geschichte
Bereits in sehr jungen Jahren traten sie der von ihrem Vater geleiteten Schülerband bei. Dort spielte Julia die Trompete, Angus die Posaune und ihre ältere Schwester Catherine das Saxophon.
Sie traten erstmals 2006 mit ihrer EP Chocolate and Cigarettes (Independiente Records) in Erscheinung. Inzwischen sind sie bei EMI unter Vertrag. Sie spielen einen Mix aus Folk und Blues. Ihr Song Big Jet Plane belegte den ersten Platz bei Triple Js Hottest 100 im Jahr 2010. Angefangen mit der australischen Festivaltour Big Day Out und Falls Festival starteten sie im Sommer 2011 eine Tour durch Europa und spielen dabei auch auf einigen europäischen Festivals.
Die ersten drei Studioalben wurden in Australien mit Platin ausgezeichnet, Down the Way sogar dreifach. Auch für die Single Big Jet Plane gab es Platin.

## Diskografie

### Studioalben
| Jahr | Titel               | Höchstplatzierung, Gesamtwochen, AuszeichnungChartplatzierungen (Jahr, Titel, Platzierungen, Wochen, Auszeichnungen, Anmerkungen) | Höchstplatzierung, Gesamtwochen, AuszeichnungChartplatzierungen (Jahr, Titel, Platzierungen, Wochen, Auszeichnungen, Anmerkungen) | Höchstplatzierung, Gesamtwochen, AuszeichnungChartplatzierungen (Jahr, Titel, Platzierungen, Wochen, Auszeichnungen, Anmerkungen) | Höchstplatzierung, Gesamtwochen, AuszeichnungChartplatzierungen (Jahr, Titel, Platzierungen, Wochen, Auszeichnungen, Anmerkungen) | Höchstplatzierung, Gesamtwochen, AuszeichnungChartplatzierungen (Jahr, Titel, Platzierungen, Wochen, Auszeichnungen, Anmerkungen) | Anmerkungen                              |
| Jahr | Titel               | DE | AT | CH | UK | AU | Anmerkungen                              |
| ---- | ------------------- | --- | --- | --- | --- | --- | ---------------------------------------- |
| 2007 | A Book Like This    | — | — | — | — | AU6 ×2Doppelplatin · (42 Wo.)AU                                                                                                   | Erstveröffentlichung: 8. September 2007  |
| 2010 | Down the Way        | — | AT34 (6 Wo.)AT | CH91 (3 Wo.)CH | — | AU1 ×4Vierfachplatin · (73 Wo.)AU                                                                                                 | Erstveröffentlichung: 12. März 2010      |
| 2014 | Angus & Julia Stone | DE8 (7 Wo.)DE | AT16 (4 Wo.)AT | CH3 (15 Wo.)CH | UK54 (1 Wo.)UK | AU1 Platin · (31 Wo.)AU | Erstveröffentlichung: 1. August 2014     |
| 2017 | Snow                | DE21 (2 Wo.)DE | AT51 (1 Wo.)AT | CH11 (4 Wo.)CH | UK98 (1 Wo.)UK | AU2 Gold · (6 Wo.)AU | Erstveröffentlichung: 15. September 2017 |
| 2021 | Life Is Strange     | — | — | — | — | AU16 (1 Wo.)AU | Erstveröffentlichung: 20. August 2021    |
| 2024 | Cape Forestier      | DE36 (1 Wo.)DE | — | CH12 (1 Wo.)CH | — | AU5 (1 Wo.)AU | Erstveröffentlichung: 10. Mai 2024       |

### Livealben
| Jahr | Titel                   | Höchstplatzierung, Gesamtwochen, AuszeichnungChartplatzierungen (Jahr, Titel, Platzierungen, Wochen, Auszeichnungen, Anmerkungen) | Höchstplatzierung, Gesamtwochen, AuszeichnungChartplatzierungen (Jahr, Titel, Platzierungen, Wochen, Auszeichnungen, Anmerkungen) | Höchstplatzierung, Gesamtwochen, AuszeichnungChartplatzierungen (Jahr, Titel, Platzierungen, Wochen, Auszeichnungen, Anmerkungen) | Höchstplatzierung, Gesamtwochen, AuszeichnungChartplatzierungen (Jahr, Titel, Platzierungen, Wochen, Auszeichnungen, Anmerkungen) | Höchstplatzierung, Gesamtwochen, AuszeichnungChartplatzierungen (Jahr, Titel, Platzierungen, Wochen, Auszeichnungen, Anmerkungen) | Anmerkungen                           |
| Jahr | Titel                   | DE | AT | CH | UK | AU | Anmerkungen                           |
| ---- | ----------------------- | --- | --- | --- | --- | --- | ------------------------------------- |
| 2010 | iTunes Live from Sydney | — | — | — | — | AU26 (2 Wo.)AU | Erstveröffentlichung: 8. Oktober 2010 |

Weitere Livealben
- 2008: iTunes Live: London Sessions
- 2009: Live Session
- 2010: iTunes Live: ARIA Awards Concert Series 2010
- 2011: Triple J Live
- 2014: Live 2014

### Kompilationen
- 2007: Heart Full of Wine / Chocolates & Cigarettes (2 EPs)
- 2010: Red Berries
- 2010: Memories of an Old Friend (AU: Gold)
- 2010: For You (Box mit 4 CDs)

### Singles und EPs
| Jahr | Titel Album                          | Höchstplatzierung, Gesamtwochen, AuszeichnungChartplatzierungen (Jahr, Titel, Album, Platzierungen, Wochen, Auszeichnungen, Anmerkungen) | Höchstplatzierung, Gesamtwochen, AuszeichnungChartplatzierungen (Jahr, Titel, Album, Platzierungen, Wochen, Auszeichnungen, Anmerkungen) | Höchstplatzierung, Gesamtwochen, AuszeichnungChartplatzierungen (Jahr, Titel, Album, Platzierungen, Wochen, Auszeichnungen, Anmerkungen) | Höchstplatzierung, Gesamtwochen, AuszeichnungChartplatzierungen (Jahr, Titel, Album, Platzierungen, Wochen, Auszeichnungen, Anmerkungen) | Höchstplatzierung, Gesamtwochen, AuszeichnungChartplatzierungen (Jahr, Titel, Album, Platzierungen, Wochen, Auszeichnungen, Anmerkungen) | Anmerkungen                                       |
| Jahr | Titel Album                          | DE | AT | CH | UK | AU | Anmerkungen                                       |
| ---- | ------------------------------------ | --- | --- | --- | --- | --- | ------------------------------------------------- |
| 2006 | Paper Aeroplane –                    | — | AT17 (15 Wo.)AT | — | — | AU— GoldAU | Erstveröffentlichung: 2006 Charteinstieg AT: 2011 |
| 2007 | The Beast A Book Like This           | — | — | — | — | AU40 Gold · (3 Wo.)AU | Erstveröffentlichung: 18. August 2007             |
| 2009 | And the Boys Down the Way            | — | — | — | — | AU44 Platin · (4 Wo.)AU | Erstveröffentlichung: Dezember 2009               |
| 2010 | Big Jet Plane Down the Way           | — | — | — | UK— SilberUK | AU21 ×11Elffachplatin · (36 Wo.)AU | Erstveröffentlichung: 7. Mai 2010, US: Platin     |
| 2014 | Heart Beats Slow Angus & Julia Stone | — | — | — | — | AU37 Platin · (1 Wo.)AU | Erstveröffentlichung: Juni 2014                   |
| 2014 | Grizzly Bear Angus & Julia Stone     | DE94 (1 Wo.)DE | — | CH64 (2 Wo.)CH | — | AU— PlatinAU | Erstveröffentlichung: Juli 2014                   |
| 2017 | Chateau Snow                         | — | — | — | — | AU26 ×7Siebenfachplatin · (10 Wo.)AU | Erstveröffentlichung: 24. August 2017             |

Weitere Singles und EPs
- 2006: Chocolates & Cigarettes
- 2007: Heart Full of Wine (EP)
- 2007: Private Lawns
- 2008: Wasted
- 2008: Just a Boy (AU: Platin)
- 2008: Hollywood (EP)
- 2009: Mango Tree (AU: Platin)
- 2010: Paper Aeroplane (Francesco Rossi feat. A&JS)
- 2011: I Can Sing This Song
- 2011: For You (AU: Platin)
- 2013: And the Boys (EP)
- 2014: Death Defying Acts
- 2014: A Heartbreak (AU: Gold)
- 2014: Get Home (AU: Gold)
- 2015: The Hanging Tree
- 2017: Snow (AU: Platin)

### Videoalben
- 2011: iTunes Live: ARIA Awards Concert Series 2010
- 2011: Live au Trianon
- 2013: This Magical Land Behind Your Eyes

## Auszeichnungen für Musikverkäufe
| Goldene Schallplatte - Australien - 2024: für das Lied Cellar Door - 2024: für das Lied Hold On - 2024: für das Lied Santa Monica Dream - 2024: für das Lied The Devil’s Tears - 2024: für das Lied Yellow Brick Road - 2024: für das Lied Oakwood - 2024: für das Lied Youngblood - Brasilien - 2023: für das Lied Stay With Me - Frankreich - 2014: für das Album Angus & Julia Stone - 2022: für die Single Chateau - 2022: für das Album Snow - Neuseeland - 2019: für das Lied Stay With Me - 2020: für das Album Snow - 2021: für das Album Angus & Julia Stone - Spanien - 2024: für das Lied Stay With Me | Platin-Schallplatte - Australien - 2024: für das Lied Nothing Else - 2024: für das Lied Stay With Me - Kanada - 2024: für die Single Chateau - Neuseeland - 2024: für das Album Down the Way 2× Platin-Schallplatte - Kanada - 2024: für die Single Big Jet Plane - Neuseeland - 2024: für die Single Chateau 3× Platin-Schallplatte - Neuseeland - 2024: für die Single Big Jet Plane |

Anmerkung: Auszeichnungen in Ländern aus den Charttabellen bzw. Chartboxen sind in ebendiesen zu finden.
| Land/RegionAuszeichnungen für Musikverkäufe (Land/Region, Auszeichnungen, Verkäufe, Quellen) | Silber  | Gold       | Platin       | Verkäufe  | Quellen              |
| -------------------------------------------------------------------------------------------- | ------- | ---------- | ------------ | --------- | -------------------- |
| Australien (ARIA)                                                                            | —       | 13× Gold13 | 34× Platin34 | 2.835.000 | aria.com.au          |
| Brasilien (PMB)                                                                              | —       | Gold1      | —            | 30.000    | pro-musicabr.org.br  |
| Frankreich (SNEP)                                                                            | —       | 3× Gold3   | —            | 200.000   | snepmusique.com      |
| Kanada (MC)                                                                                  | —       | —          | 3× Platin3   | 240.000   | musiccanada.com      |
| Neuseeland (RMNZ)                                                                            | —       | 3× Gold3   | 6× Platin6   | 195.000   | radioscope.co.nz NZ2 |
| Spanien (Promusicae)                                                                         | —       | Gold1      | —            | 30.000    | elportaldemusica.es  |
| Vereinigte Staaten (RIAA)                                                                    | —       | —          | Platin1      | 1.000.000 | riaa.com             |
| Vereinigtes Königreich (BPI)                                                                 | Silber1 | —          | —            | 200.000   | bpi.co.uk            |
| Insgesamt                                                                                    | Silber1 | 21× Gold21 | 44× Platin44 |           |                      |